# Snook (Texas)
Snook es una ciudad ubicada en el condado de Burleson en el estado estadounidense de Texas. En el Censo de 2010 tenía una población de 511 habitantes y una densidad poblacional de 97,53 personas por km².

## Geografía
Snook se encuentra ubicada en las coordenadas 30°29′22″N 96°28′3″O / 30.48944, -96.46750. Según la Oficina del Censo de los Estados Unidos, Snook tiene una superficie total de 5.24 km², de la cual 5.22 km² corresponden a tierra firme y (0.44%) 0.02 km² es agua.

## Demografía
Según el censo de 2010, había 511 personas residiendo en Snook. La densidad de población era de 97,53 hab./km². De los 511 habitantes, Snook estaba compuesto por el 68.88% blancos, el 23.48% eran afroamericanos, el 0.39% eran amerindios, el 0.2% eran asiáticos, el 0% eran isleños del Pacífico, el 4.31% eran de otras razas y el 2.74% pertenecían a dos o más razas. Del total de la población el 12.52% eran hispanos o latinos de cualquier raza.